# Campeonato Centro-Americano de Voleibol Feminino Sub-20
A Campeonato Centro-Americana de Voleibol Feminino Sub-20 é uma competição continental organizada pela AFECAVOL, associação sub-zonal da NORCECA.

## História
A primeira edição do Campeonato Centro-Americano de Voleibol Feminino Sub-20 ocorreu em 1981 e teve como A sua primeira campeã a seleção da Guatemala. O torneio foi realizado em períodos irregulares até se estabilizar em 2007, ocorrendo a cada dois anos. A Costa Rica é detentora de nove títulos, a Guatemala  de cinco, o Panamá de dois e Honduras de um.

## Resultados

### Quadro de Medalhas
| Ordem | País        | Medalha de ouro | Medalha de prata | Medalha de bronze | Total |
| ----- | ----------- | --------------- | ---------------- | ----------------- | ----- |
| 1     | Costa Rica  | 9               | 3                | 3                 | 15    |
| 2     | Guatemala   | 5               | 5                | 5                 | 15    |
| 3     | Panamá      | 2               | 1                | 0                 | 3     |
| 4     | Honduras    | 1               | 5                | 3                 | 9     |
| 5     | Nicarágua   | 0               | 2                | 3                 | 5     |
| 6     | El Salvador | 0               | 1                | 3                 | 4     |